# Victor Klemperer
Victor Klemperer (9. října 1881 Gorzów Wielkopolski – 11. února 1960 Drážďany) byl německý filolog, spisovatel a literární historik, romanista. Byl bratrancem německého skladatele a dirigenta Otto Klemperera.
Klemperer se proslavil zejména pojednáním LTI – Notizbuch eines Philologen (Jazyk Třetí říše – Zápisník filologa, LTI – Lingua Tertii Imperii) z roku 1947 a Deníky, v nichž dokumentoval své postavení židovského intelektuála v německé společnosti v době nacismu.
Filolog V. Klemperer si povšiml, že se totalitní společnost neobejde bez specifických složek slovní zásoby. Od počátku vlády nacismu v Německu zaznamenával jazykové jevy, které se mu zdály specificky nové. V roce 1946 mohl svou práci uzavřít koncipováním a posléze knižním vydáním souhrnu, který nazval LTI, tj. Lingua Tertii Imperii (Jazyk Třetí říše), viz Klemperer 1947 a Klemperer 2003. Za nejnebezpečnější ze specifických jevů epochy považoval skutečnost, že publicistika závazně využívala úředně stanovených klišé, která bylo možno jen mírně obměňovat. Východiskem k ní byly Hitlerovy a Goebbelsovy formulace. Jejich účelem byla povinná manifestace názorové solidarity s vládnoucí mocí. Lživé eufemismy, mezi nimiž byl nejproslulejší obrat „Endlösung der jüdischen Frage“ jako oficiální pojmenování pro vyhlazení židů, byl prototyp nejnebezpečnějšího jevu LTI, tj. používání obecných hyperonym na místě pojmenování specifických, dále užívání militárních metafor („Schlacht ums Korn“) a řada dalších typů.
Victor Klemperer se zabýval také francouzskou literaturou, je autorem dvousvazkové publikace Geschichte der französischen Literatur im 18. Jahrhundert (Dějiny francouzské literatury 18. století).